# Christian Rumplecker
Christian Rumplecker (* 13. Juli 1950 in Graupa) ist ein deutscher Diplomat. Er war von 2013 bis 2015 Botschafter der Bundesrepublik Deutschland in Sierra Leone mit Dienstsitz in Freetown.

## Leben und Diplomatie
Christian Rumplecker legte 1969 sein Abitur ab. Anschließend studierte er von 1969 bis 1973 Maschinenbau an der Technischen Universität Dresden. Von 1973 bis 1983 arbeitete er in der Werkzeugmaschinenindustrie.
Rumplecker trat 1984 in den diplomatischen Dienst der DDR ein. Von 1984 bis 1986 besuchte er die Diplomatenschule in Potsdam. Von 1986 bis 1990 war Rumplecker stellvertretender Botschafter der DDR in Antananarivo (Madagaskar).
Nach der Wiedervereinigung arbeitete er von 1990 bis 1992 in der freien Wirtschaft, bevor er in den Auswärtigen Dienst der Bundesrepublik Deutschland wechselte. Nach einer Tätigkeit in der Kulturabteilung des Auswärtigen Amts in Bonn von 1992 bis 1995 war Rumplecker von 1995 bis 1998 an der deutschen Botschaft in Nairobi (Kenia) beschäftigt. Anschließend war er von 1998 bis 2001 Ständiger Vertreter des Botschafters in Phnom Penh (Kambodscha).
Von 2001 bis 2004 war er in der Wirtschaftsabteilung des Auswärtigen Amts in Berlin tätig, bevor er von 2004 bis 2007 an die Botschaft Ottawa (Kanada) ging. Von 2007 bis 2010 war Rumplecker stellvertretender Generalkonsul in Guangzhou (Volksrepublik China).
Von 2010 bis 2013 war er deutscher Botschafter in Botschafter in Gabun und als solcher zugleich als Botschafter in São Tomé und Príncipe akkreditiert sowie Ständiger Vertreter bei der Zentralafrikanischen Wirtschaftsgemeinschaft (CEEAC). Zuletzt war er zwischen 2013 und seinem Eintritt in den Ruhestand 2015 Botschafter in Sierra Leone.
Christian Rumplecker ist verheiratet und hat zwei Kinder.